# Australian Antarctic Division

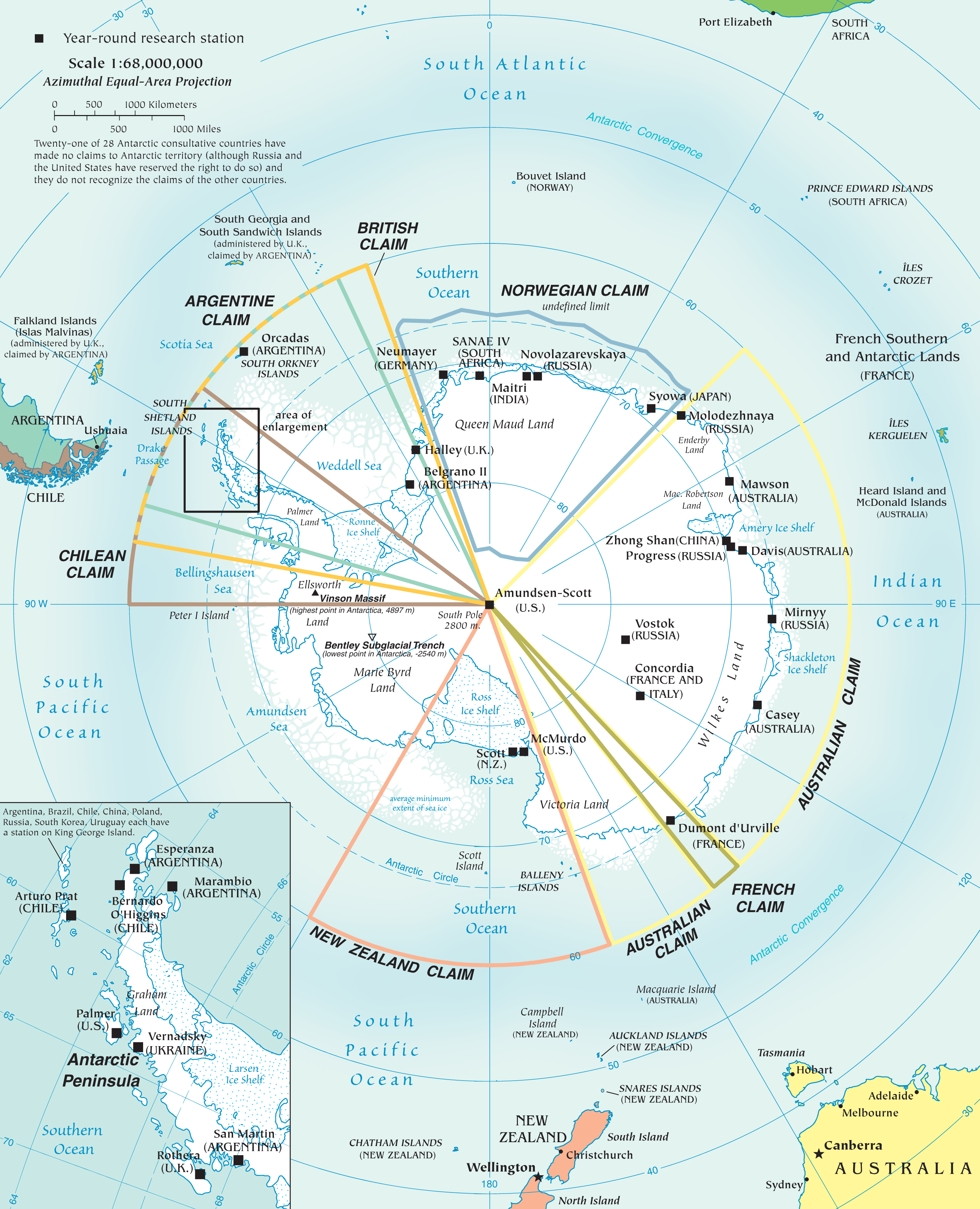
Politische Karte der Antarktik

Die Australian Antarctic Division (AAD) ist eine Agentur im australischen Umweltministerium, dem Department of the Environment and Energy (deutsch: Ministerium für Umwelt und Energie).
Die 1948 gegründete Organisation mit Sitz in Kingston (Tasmanien) ist für die Verwaltung des Australian Antarctic Territory sowie weiterer Gebiete und Meeresschutzgebiete in der Subantarktis zuständig und untersteht nicht unmittelbar etwa den Regierungen von Tasmanien oder Australien.

## Sitz und Forschungsstationen
Die AAD hat ihren Sitz in Kingston, südlich von Hobart. Die Agentur hat in ihrem Gebäude ein wissenschaftliches Laboratorium, ein Aquarium und Herbarium, eine Untersuchungsstation für Krill, Werkstätten, Ausrüstungen und Gerätschaften, um ihre Aufgaben in der Antarktis wahrzunehmen.
Die AAD betreibt drei Forschungsstationen in der Antarktis und eine auf der Macquarieinsel, die alle das gesamte Jahr über besetzt sind. Es sind dies die Casey-Station mit einem saisonalen Camp an der Landebahn Wilkins Runway, die Davis-Station, die Mawson-Station und die Macquarie-Station.

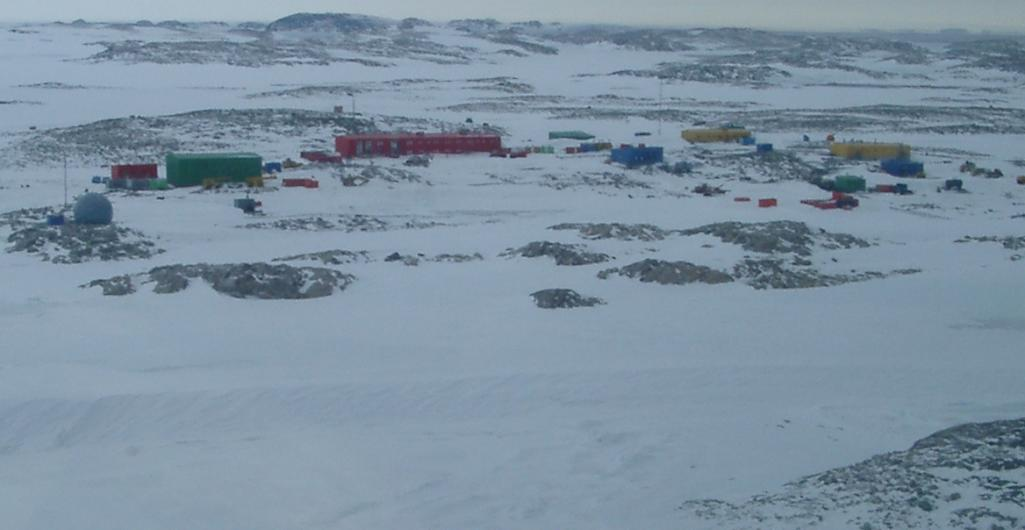
Casey-Station
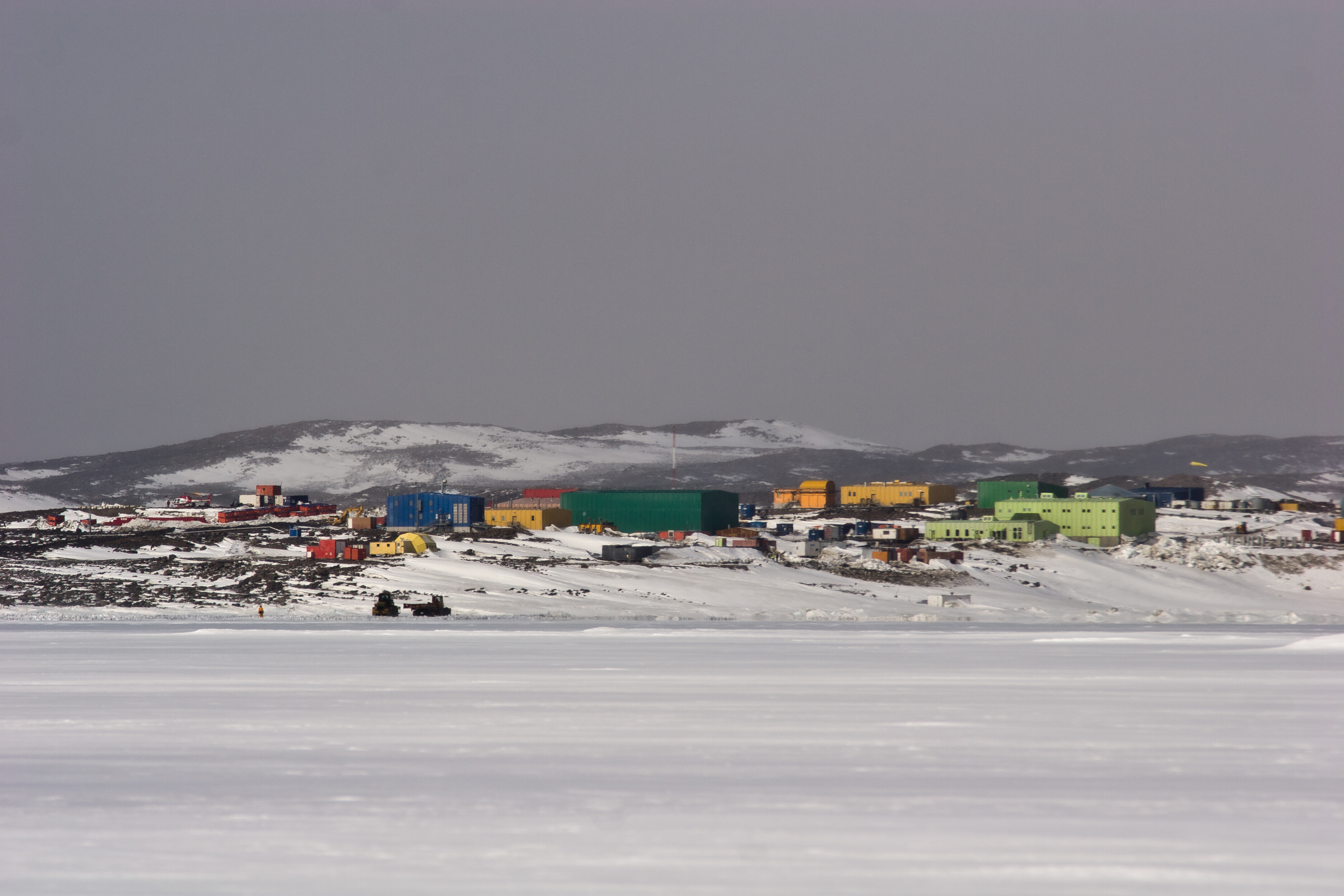
Davis-Station
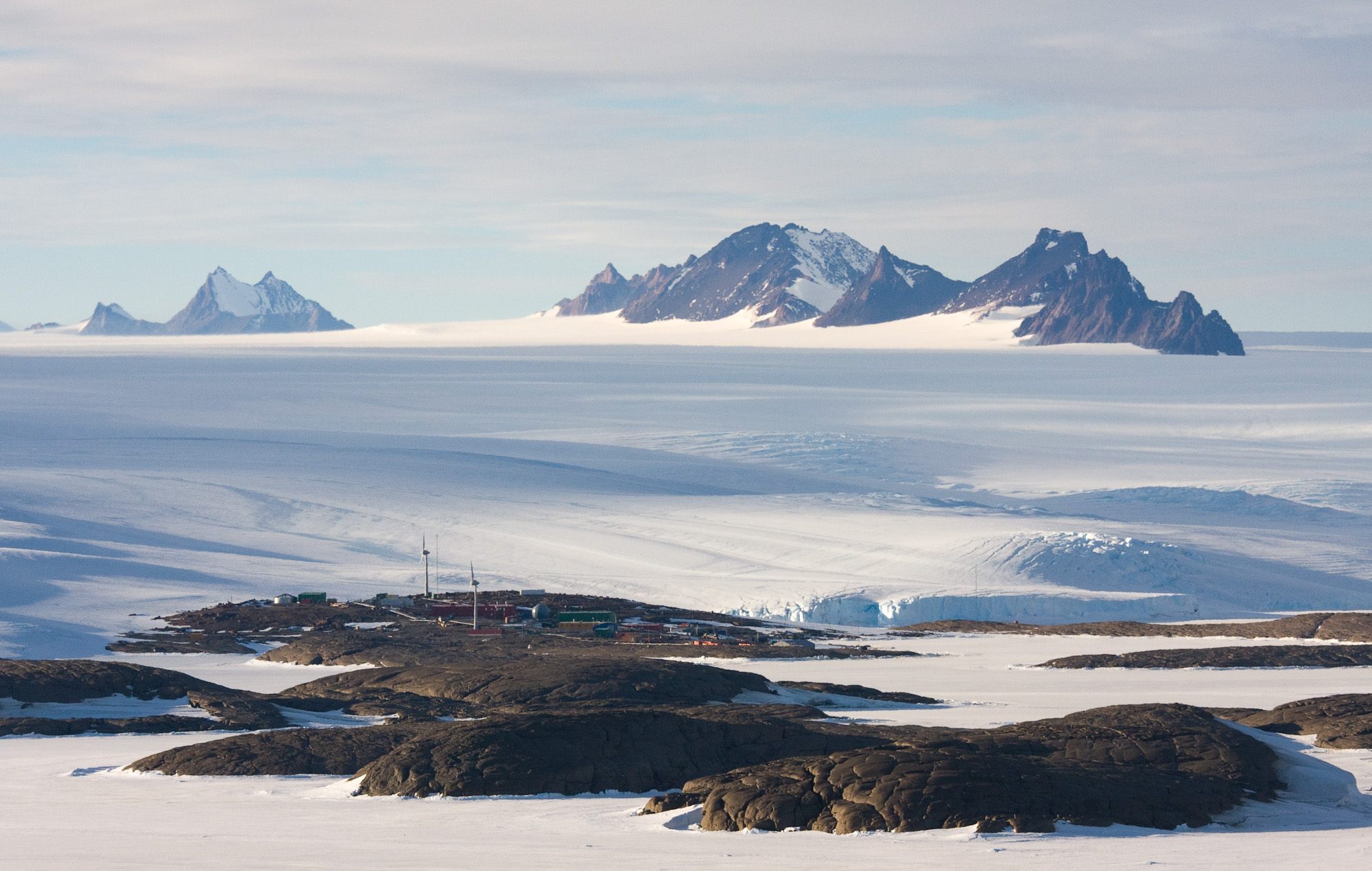
Blick von der Mawson-Station auf die David Range
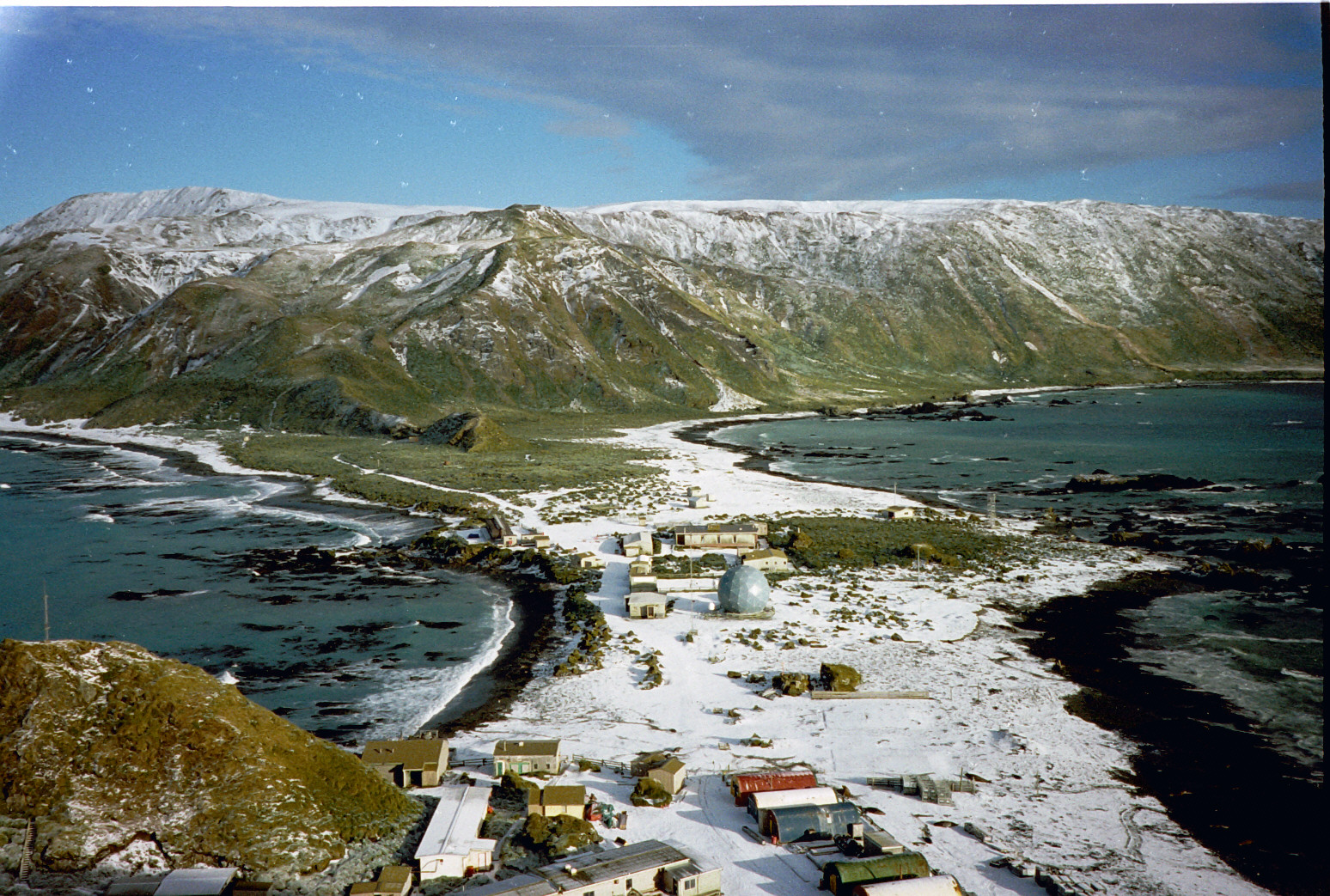
Macquarie-Station

## Aufgaben
Die AAD betreibt Wissenschafts- und Untersuchungsprojekte in der Antarktis und im Indischen Ozean, dabei kooperiert sie mit internationalen und australischen Organisationen wie dem Bureau of Meteorology und der Geoscience Australia. Sie hält auch Verbindungen zu Universitäten und wissenschaftlichen Einrichtungen.
Ferner ist die AAD von der australischen Bundesregierung für die Verwaltung des Australian Antarctic Territory und der Heard und McDonaldinseln in der Subantarktis beauftragt worden sowie für das Meeresschutzgebiet Heard Island and McDonald Islands Marine Reserve zuständig.
Sie bereitet Entscheidungen der australischen Regierung hinsichtlich der Antarktis vor, ist deren entscheidende Informationsquelle und ist für die australischen Transporte mit Flugzeugen und Schiffen in dieses Gebiet zuständig.
Das AAD-Programm umfasst die Verfolgung der australischen Interessen in der Antarktis hinsichtlich des Antarktisvertrags, Umweltschutzes, Untersuchungen des Klimawandels, Vergaben und Betreuung wissenschaftlicher Arbeiten von praktischer, wirtschaftlicher und nationaler Bedeutung Australiens.

## Transportwesen
Die AAD unterhält und betreibt von November bis Februar eine Verbindung mit einem Airbus A319 der australischen Fluggesellschaft Skytraders von Hobart zur Landebahn Wilkins Runway, etwa 65 km von der Casey-Station entfernt. Ferner stehen zwei mit Turboprop-Triebwerken und Kufen ausgerüstete Flugzeuge der Typen Basler BT-67 und DHC-6 Twin Otter und vier Helikopter vom Typ Eurocopter AS 350 für Transporte innerhalb der Antarktis zur Verfügung.
Der 94,9 Meter lange und 3911 Tonnen schwere Eisbrecher Aurora Australis ist seit 1989 eine gecharterte wissenschaftliche Untersuchungsbasis, die die AAD betreibt. Das Schiff kann drei Helikopter aufnehmen und  biologische, ozeanografische und meteorologische Beobachtungen und Experimente durchführen. Das Eisbrecher Aurora Australis wurde 2020 außer Dienst gestellt und wird in Hobart als schwimmendes Museum erhalten. Nachfolger ist der Eisbrecher Nuyina, der 2021 in Dienst gestellt wurde.